# Ibrahimović - Diventare leggenda
Ibrahimović - Diventare leggenda (Den unge Zlatan) è un film documentario del 2016 diretto da Magnus e Fredrik Gertten.

## Trama
Il documentario ripercorre gli inizi della carriera calcistica di Zlatan Ibrahimović. In particolare è focalizzato sull'esordio nel calcio professionistico col Malmö, il passaggio all'Ajax, fino all'approdo alla Juventus.

## Distribuzione
Il film è stato distribuito nelle sale cinematografiche italiane il 14 novembre 2016.